# كوري براندون
كوري براندون (بالإنجليزية: Cory Brandon)‏ هو لاعب كرة قدم أمريكية أمريكي، ولد في 5 أكتوبر 1987 في كورسيكانا في الولايات المتحدة.